# Блесайм
Блеса́йм, Блесгейм (фр. Blaesheim [blɛsaɪm]) — коммуна на северо-востоке Франции в регионе Гранд-Эст (бывший Эльзас — Шампань — Арденны — Лотарингия), департамент Нижний Рейн, округ Страсбур, кантон Лингольсайм. До марта 2015 года коммуна административно входила в состав упразднённого кантона Гайспольсайм (округ Страсбур-Кампань).
Площадь коммуны — 9,96 км², население — 1308 человек (2006) с тенденцией к стабилизации: 1271 человек (2013), плотность населения — 127,6 чел/км².

## Население
Население коммуны в 2011 году составляло 1279 человек, в 2012 году — 1275 человек, а в 2013-м — 1271 человек.
| 1962 | 1968 | 1975 | 1982 | 1990 | 1999 | 2006 | 2008 | 2011 | 2012 | 2013 |
| ---- | ---- | ---- | ---- | ---- | ---- | ---- | ---- | ---- | ---- | ---- |
| 692  | 754  | 908  | 934  | 1000 | 1369 | 1308 | 1291 | 1279 | 1275 | 1271 |

Динамика населения:

## Экономика
В 2010 году из 881 человек трудоспособного возраста (от 15 до 64 лет) 653 были экономически активными, 228 — неактивными (показатель активности 74,1 %, в 1999 году — 75,5 %). Из 653 активных трудоспособных жителей работали 619 человек (327 мужчин и 292 женщины), 34 числились безработными (14 мужчин и 20 женщин). Среди 228 трудоспособных неактивных граждан 102 были учениками либо студентами, 78 — пенсионерами, а ещё 48 — были неактивны в силу других причин.

## Достопримечательности (фотогалерея)
- Башня с часами
- Протестантская церковь
- Колонна Наполеона перед мэрией
- Здание школы